# George van Noesel
George van Noesel (Arnhem,12 februari 1938 - Zevenaar, 1 augustus 2024) is een voormalige Nederlandse handbalkeeper en trainer van ESCA, E&O en het Nederlands dames handbalteam.

## Biografie
Van Noesel was eerst lid van voetbalvereniging VDZ. Daar stond Van Noesel ook keeper. Na de overstap naar het handbal is hij gaan handballen bij Swift Arnhem. Eerste als veldspeler, later als keeper. Na zijn avontuur in Swift is Van Noesel naar ESCA. Daar maakte hij het landskampioenschap mee van 1967. 
In december 1959 speelde Van Noesel zijn eerste interland voor het Nederlands team tegen Luxemburg.
Na zijn spelersloopbaan is Van Noesel het trainersvak ingegaan. Naast trainer van verschillende teams in Nederland was hij ook docent lichamelijke opvoeding. In 1981 stapte Van Noesel over van eredivisionist E&O naar tweede divisionist Arnhemia, door zijn baan op een school in Arnhem.